# Typologie (archeologie)
Typologie (v archeologii) je vědecká metoda relativního datování artefaktů. Seřazuje jevy (věci) podle společných znaků a sleduje vývoj hmotné kultury v čase.  Pokud by archeologové využili typologie a stratigrafie, mohou získat tzv. typologickou řadu. Využívá skutečnosti, podléhá zákonitosti postupu od jednoduchého ke složitějšímu, tj. předmět na začátku řady je starší než ten na jejím konci. Hlavním představitelem typologie je švédský archeolog Oskar Montelius, který vytvořil relativní datování pro nástroje a zbraně v Evropě v době bronzové.

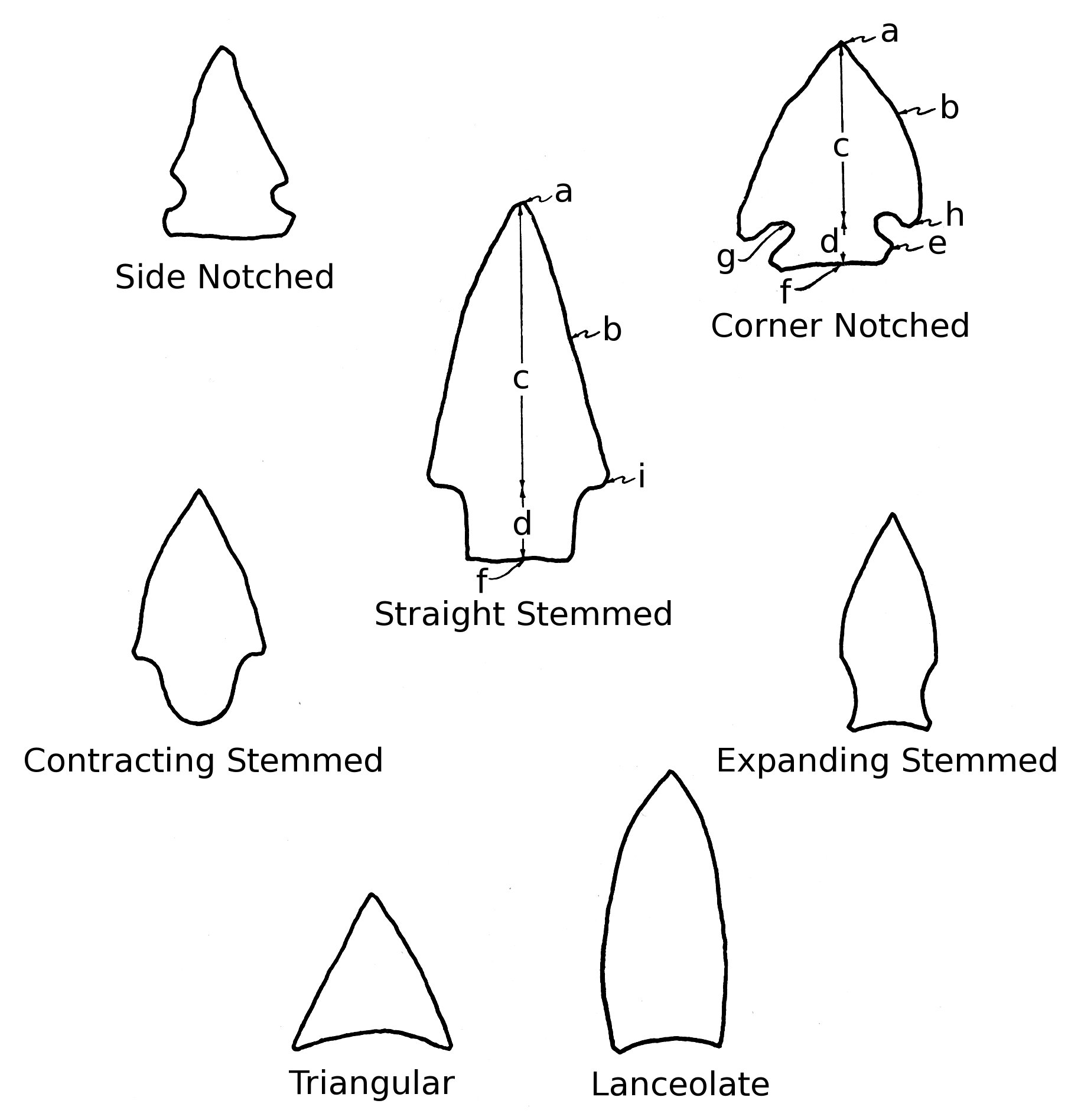
Typologie. Archeologové klasifikovali šipky na základě tvaru projektivního bodu.

Švédský archeolog Arne Furumark tvrdí, že typologie je použitelná díky setrvačnosti lidské mysli (nerušený vývoj hmotné kultury). Oproti tomu vznikla tzv. švédská typologie, jejímiž autory jsou Hildebrand a Montelius. Ti vidí kulturní materiál tak, jak byl produkován analogickým procesem a procesem organické evoluce. 

## Seriace
Při seriaci jsou shromážděny jednotlivé nálezy, které jsou seřazeny v posloupném pořadí, což má odhalit jejich vývoj v čase. Jde o metodu relativního datování. Existují dvě varianty: kontextuální a frekvenční seriace. 

### Kontextuální seriace
Tato varianta zkoumá, jak dlouho jednotlivé styly u artefaktů převládaly. Například můžeme zkoumat změnu tvarů nebo zdobení. Průkopníkem byl William M. Flinders Petrie. Metodu použil při datování předdynastických hrobů, které odkryl v Horním Egyptě. Pozdější práce jeho teorii o vývoji potvrdily. 

### Frekvenční seriace
Metoda sleduje popularitu a četnost výskytu jednotlivých artefaktů. S touto metodou přišli W. S. Robinson a G. W. Brainerd. Ti za prvé předpokládali, že určitý styl se stane populární, popularita dosáhne vrcholu a poté styl zmizí. Za druhé stanovili, že četnost nálezů určitého stylu ze stejného časového období by měla být stejná na různých nalezištích. Z toho vyplývá, že artefakty, které jsou si nejvíce podobné, paří k sobě. Tuto metodu v praxi použil americký archeolog James A. Ford při práci na jihovýchodě Ameriky a Frank Hole v Íránu.